# Bet Low
Bet Low, née le 28 décembre 1924 à Gourock et décédée le 2 décembre 2007, est une artiste peintre et paysagiste écossaise du mouvement de l'art figuratif. Elle est également connue comme l'une des Glasgow Girls, et comme la cofondatrice du Clyde Group.

## Biographie
Originaire de Gourock, Bet Low grandit près de l'estuaire de la Clyde auprès d'une famille modeste, et dans le contraste saisissant entre les zones industrielles de Glasgow et la campagne écossaise environnante.  
Elle étudie à la Glasgow School of Art pendant la Seconde Guerre mondiale, et poursuit ses études au centre des arts de la Hospitalfield House sous la direction de l’artiste peintre James Cowie, en 1945. Cette formation stimule son intérêt pour la littérature, la philosophie et la politique. Elle poursuit des études pour devenir enseignante au Jordanhill College de 1945 à 1946, mais ne termine pas sa formation après s'être intéressée au théâtre. 
Bet Low se marie avec le peintre Tom MacDonald, avant de divorcer. Avec sa famille, Bet Low se rend régulièrement à Hoy dans les Orcades, où la lumière et le paysage lui fournissent une inspiration nouvelle pour son travail. 

## Carrière artistique
Après la Seconde Guerre mondiale, Bet Low devient l'une des cofondatrices du Clyde Group, membre du New Scottish Group, un groupe d'écrivains et d'artistes écossais. Les premières œuvres figuratives de l'artiste sont influencées par l'expressionnisme allemand, et représentent souvent des décors, des personnages et des réfugiés du Glasgow d'après-guerre. 
En 1956, Bet Low co-organise la première exposition en plein air de Glasgow, sur les grilles des jardins botaniques. L'exposition perdure sur près de cinq années
Dans les années 1960, Bet Low se concentre sur un style plus abstrait, comme en témoigne l'oeuvre Merge and Emerge (1961). L'artiste est principalement reconnue pour ses créations abstraites, et non pour la première partie de sa création artistique,.  
C'est à cette période que l'artiste peintre rejoint le mouvement des Glasgow Girls, un groupe d'artistes femmes visant à valoriser et à diffuser les œuvres des artistes femmes de la ville de Glasgow, en opposition avec le club existant des Glasgow Boys,. Amie et contemporaine du poète, romancier et dramaturge écossais, George Mackay Brown, elle collabore à la création du poème-affiche Orkney, the Whale Islands en 1987. 
Bet Low a notamment exposé son travail aux côtés de la Society of Scottish Independent Artists,du Royal Glasgow Institute of the Fine Arts et au New Art Club fondé par J.D. Fergusson et Margaret Morris.
En 1986, une rétrospective de l'œuvre de Bet Low est présentée au Third Eye Centre à Glasgow, et au Pier Arts Centre à Stromness .